# Prinses Margriettunnel
De Prinses Margriettunnel is een verkeerstunnel, feitelijk een aquaduct, onder het Prinses Margrietkanaal bij Uitwellingerga.
In 1976 werd met de bouw van de tunnel begonnen. De tunnelbuis heeft een lengte van 77 meter, een breedte van 29 meter en een hoogte van 8 meter. De totale lengte met inbegrip van op- en afritten bedraagt 938 meter. In 1978 werd de tunnel opengesteld voor verkeer op de A7 tussen Sneek en Joure.
De tunnel bevindt zich in de A7 ter hoogte van Uitwellingerga; iets ten zuidoosten van Sneek. De tunnel is de eerste tunnel in het noorden van Nederland.
Bij het ontwerp van de tunnel - waaraan Rijkswaterstaat in 1974 begon - is rekening gehouden met een eventuele verbreding van het kanaal in de toekomst. Een bijzonderheid is dat het gesloten tunneldeel werd gebouwd in een van de toekomstige afritten naar de tunnel. Nadat die afrit onder water was gezet, werd het tunneldeel op zijn plaats gebracht en in het kanaal afgezonken.
In december 2022 werd door Rijkswaterstaat geconstateerd dat het grondwater een tunnelsegment omhoog drukte. Hierdoor moest de A7 tussen Joure en Sneek bij het Prinses Margrietkanaal ruim anderhalve maand voor het verkeer afgesloten worden. Het tunneldeel werd gestabiliseerd met een groot aantal zandzakken en betonblokken. In februari 2023 kon de tunnel weer gedeeltelijk voor het verkeer worden opengesteld. In juni begonnen de een jaar durende herstelwerkzaamheden aan de gebreken van de tunnel. Door een ontwerpfout was er te weinig en kwalitatief onvoldoende staal gebruikt. Hierdoor ontstond roest en ging de verankering van de tunnelbodem met trekpalen kapot. Het bleek noodzakelijk zo'n 1500 nieuwe trekpalen in de fundering te plaatsen.

## Afbeeldingen
Herstel Prinses Margriettunnel in 2023: 

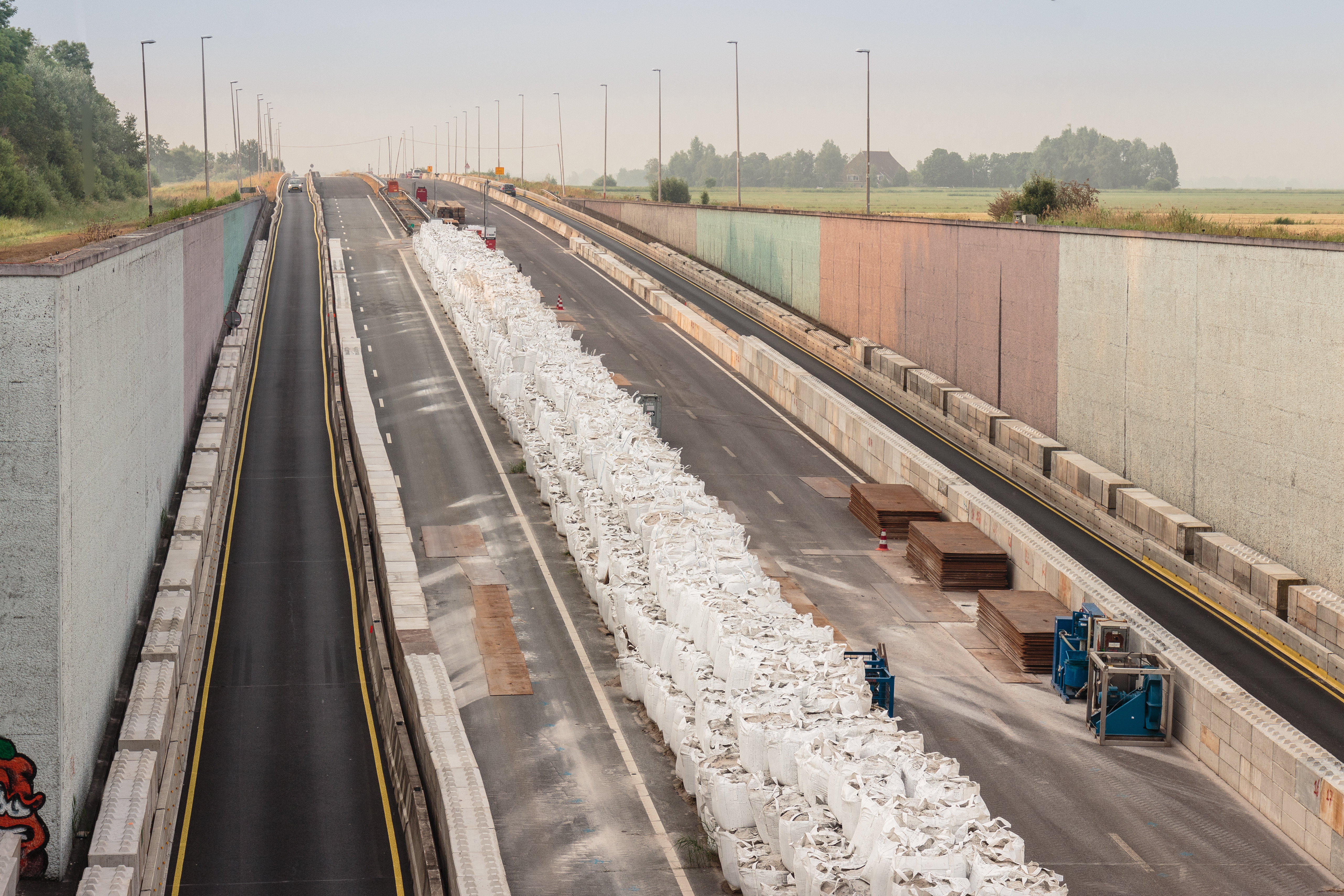
Tunneldeel verzwaard met zandzakken en betonblokken
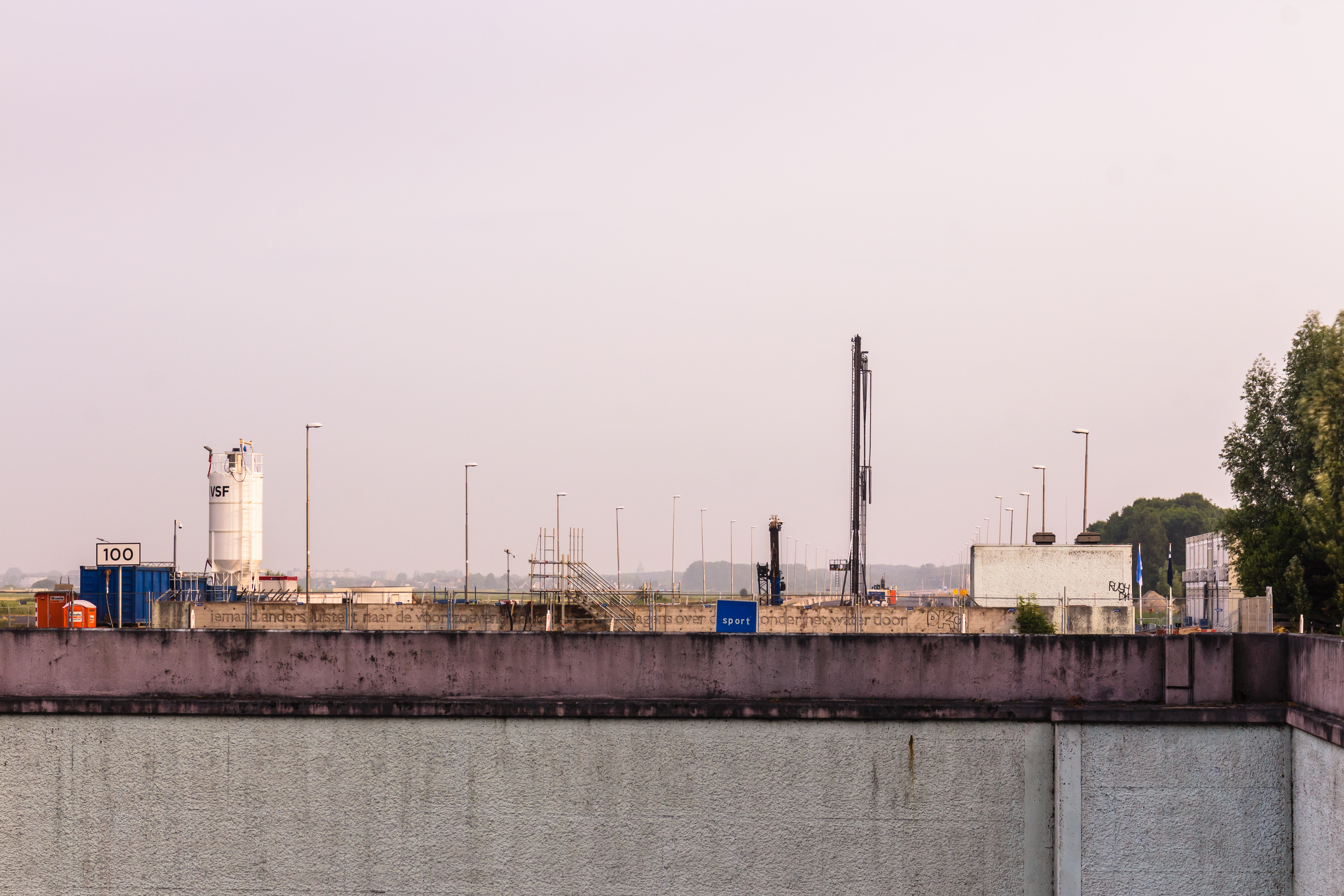
Werkterrein herstel Prinses Margriettunnel
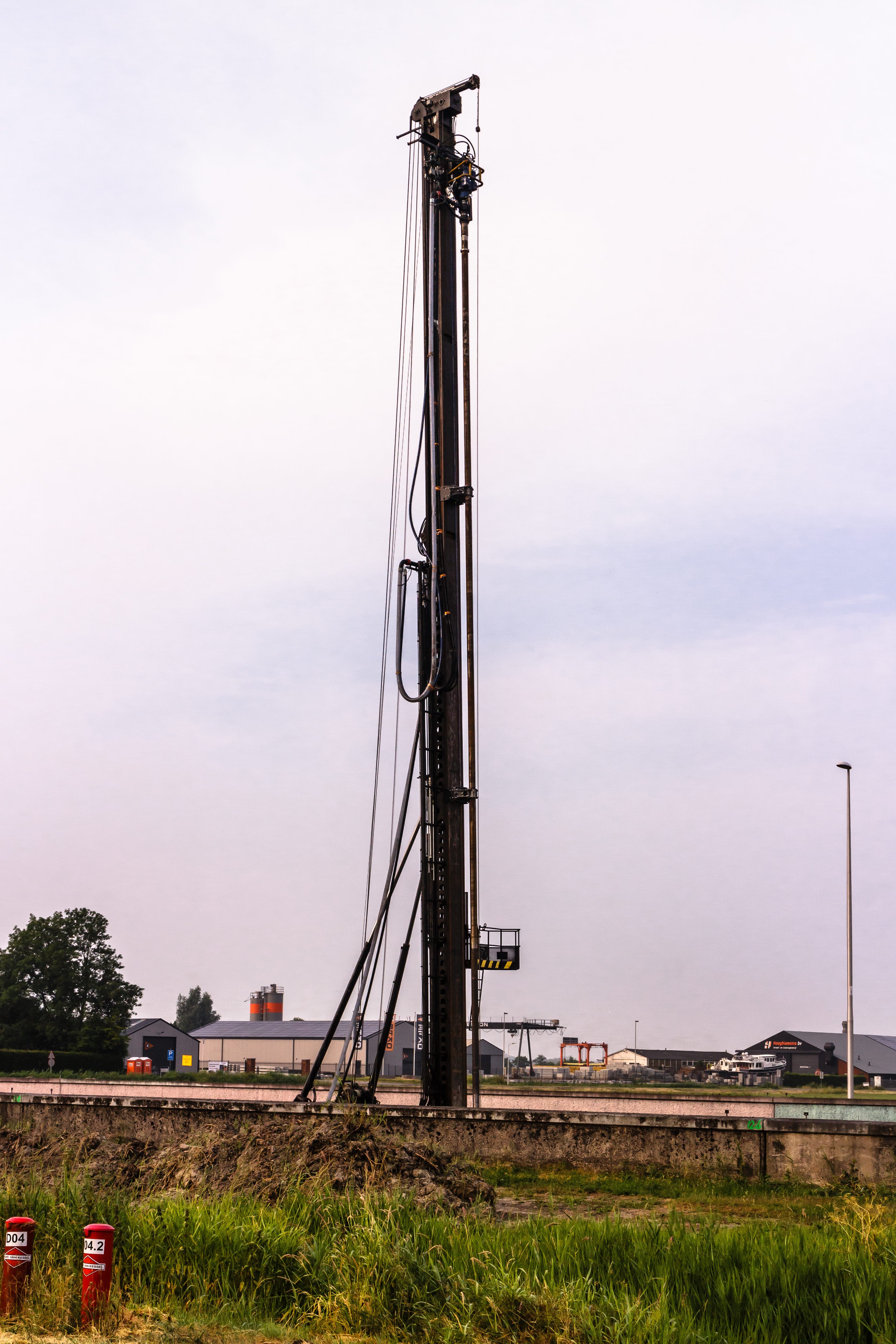
Heistelling
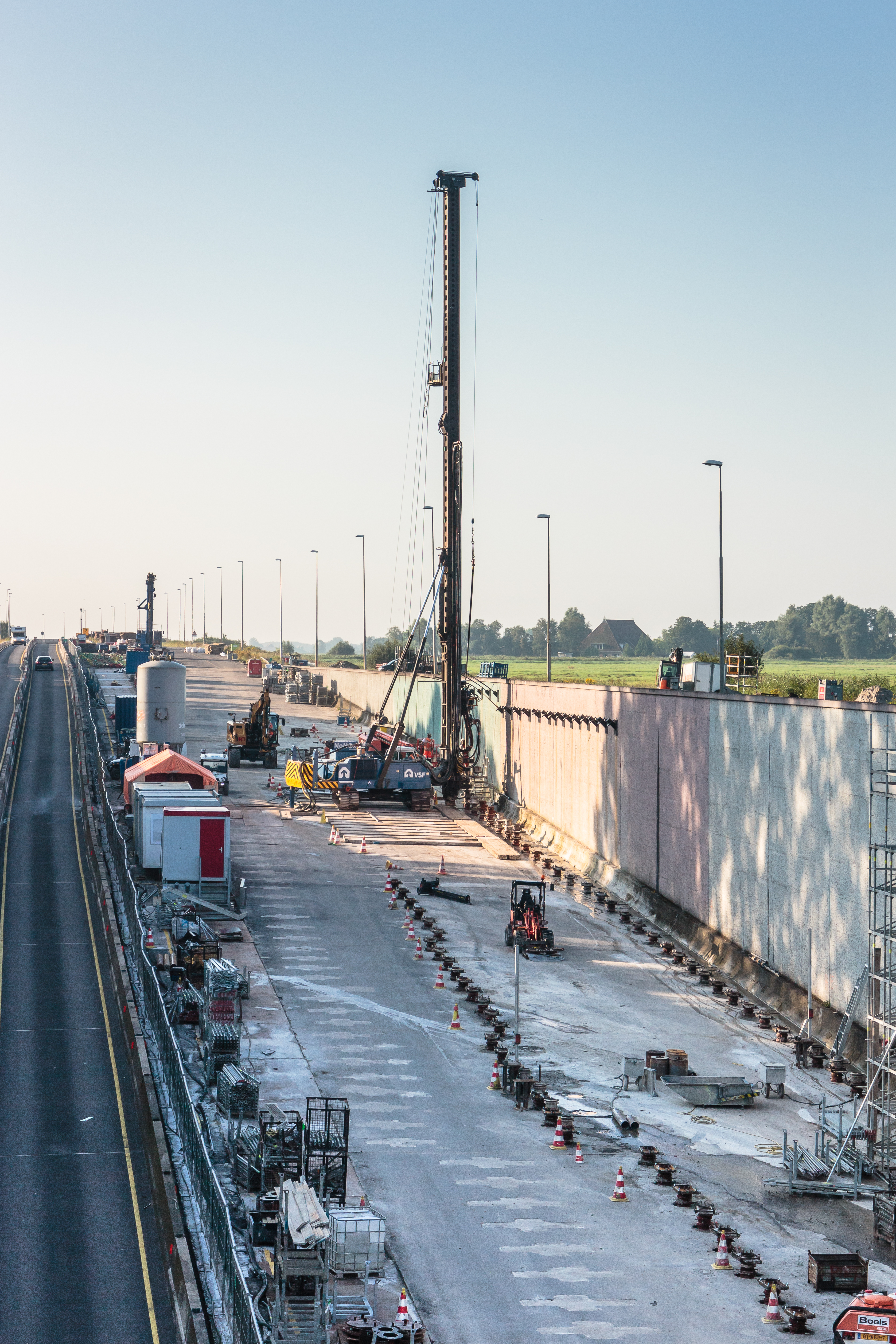
Werkgebied noordwest in-uitgang van de tunnel.

Galamadammen · Geeuw · Hendrik Bulthuis ·  Houkesloot · Ie · Jeltesloot · Langdeel · Leppa · Margaretha Zelle · M.C. Escher · Mid-Fryslân · Prinses Margriet · Richard Hageman · Van Harinxmakanaal (Harlingen)